# Iwo Jima
Iwo Jima (硫黄島?, Iōjima, dove -jima significa isola e iō sta per zolfo) è un'isola disabitata del Giappone, situata nella prefettura di Tokyo sebbene si trovi 1046 km a sud della capitale.

## Geografia
È un'isola vulcanica che si trova nell'Oceano Pacifico. L'isola ha una superficie di 21 km² circa, è lunga 8 chilometri e larga 4 ed è dominata dal monte Suribachi, alto 166 m. È una delle Isole Ogasawara, facente parte del gruppo delle Isole Vulcano. La sua forma è molto insolita e richiama quella di una "pera", nella cui parte meridionale si erge appunto il Suribachi, un vulcano spento; la parte centro-settentrionale è occupata dall'altopiano di Motoyama che si eleva a 90 metri circa sul livello del mare. L'isola è ricoperta da una sabbia d'origine vulcanica nera, polverosa e sottile che ostacola la crescita della vegetazione, composta da pochi alberi e sterpaglie.

## Storia
L'isola fu visitata da un occidentale nell'ottobre 1543, il navigatore spagnolo Bernardo de la Torre a bordo della caracca San Juan de Letrán durante il suo viaggio di ritorno da Sarangani alla Nuova Spagna.
Prima della seconda guerra mondiale Iwo Jima era amministrata come villaggio di Iōjima ed era, come è tuttora, parte di Tokyo.
Un censimento del giugno 1943 contò una popolazione civile di 1018 persone (533 maschi e 485 femmine) ripartite in 192 famiglie, su sei insediamenti. L'isola aveva una scuola primaria, un tempio scintoista e un ufficiale di polizia. Era servita da una nave postale da Haha-jima una volta al mese e dalla nave della Nippon Yusen una volta ogni due mesi.
L'economia dell'isola era basata sulle miniere di zolfo, sulla coltivazione della canna da zucchero e sulla pesca. Isola al centro del Pacifico con scarse prospettive economiche, Iwo Jima doveva importare tutto il riso e i beni di consumo dalla madrepatria giapponese.
Anche prima della seconda guerra mondiale vi era una guarnigione della Marina imperiale giapponese nella parte sud dell'isola. Questa parte era vietata alla popolazione civile dell'isola, che già aveva scarsi contatti con il personale della marina, a parte quelli commerciali.
Nel corso del 1944, il Giappone attuò un massiccio rinforzo militare di Iwo Jima in previsione di un'invasione statunitense. Nel luglio 1944 la popolazione civile dell'isola fu evacuata obbligatoriamente e da allora non sono più stati ammessi insediamenti permanenti di civili sull'isola.

### La battaglia di Iwo Jima

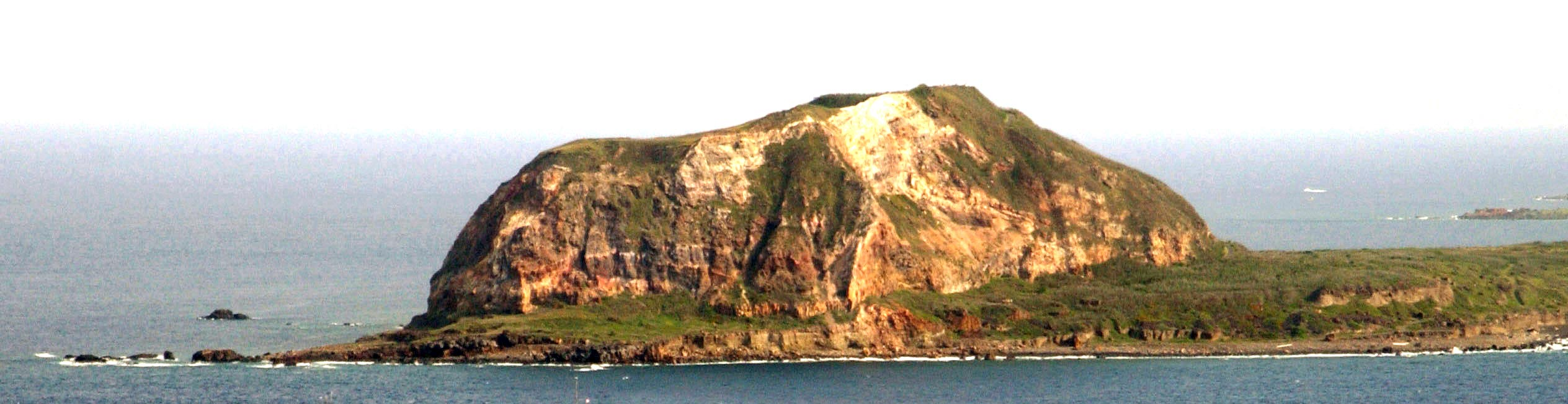
Il vulcano Suribachi che domina l'isola

Durante la seconda guerra mondiale l'isola fu teatro della battaglia di Iwo Jima tra le forze statunitensi e giapponesi. Lo scontro fu fra i più sanguinosi del teatro del Pacifico; infatti l'isola, occupata dalle truppe giapponesi, era percorsa da una vasta rete di tunnel sotterranei e abbondava di trappole. Le truppe giapponesi combatterono quasi fino all'ultimo uomo ( ci furono 1.083 sopravvissuti su 22.000). Dopo aspri combattimenti i Marine ebbero la meglio, aprendo alle forze statunitensi la strada verso Okinawa. L'isola rimase occupata dagli USA fino al 1968, quando tornò in possesso del Giappone.
Inoltre della battaglia è passata alla storia la foto chiamata Raising the Flag on Iwo Jima, vincitrice del Premio Pulitzer per la fotografia nel 1945. Scattata dal fotografo della Associated Press Joe Rosenthal il 23 febbraio 1945, ritrae sei militari statunitensi (cinque appartenenti allo United States Marine Corps e un assistente di sanità della United States Navy) ripresi nell'atto di issare la bandiera degli Stati Uniti d'America sulla vetta del monte Suribachi ad Iwo Jima, appena conquistato.

## L'isola oggi
Oggi Iwo Jima fa parte della prefettura di Tokyo. Benché disabitata dal punto di vista civile, è impiegata a scopi militari dal Giappone anche in virtù della presenza di una pista d'atterraggio. L'isola ospita mezzi della guardia costiera per il soccorso in mare e permette lo schieramento di aerei da combattimento; inoltre funge da aeroporto per le isole Ogasawara che non ne sono dotate, per cui in caso di emergenza medica un elicottero raggiunge le isole e porta a Iwo Jima il paziente che da qui in aereo raggiunge il resto del Giappone.

## Filmografia
- Iwo Jima, deserto di fuoco (Sands of Iwo Jima), regia di Allan Dwan (1949)
- Flags of Our Fathers, regia di Clint Eastwood (2006)
- Lettere da Iwo Jima (Letters from Iwo Jima), regia di Clint Eastwood (2006)
- The Pacific, miniserie televisiva prodotta da Steven Spielberg e Tom Hanks